# Trdnjava Erebuni
Trdnjava Erebuni (armensko: Էրեբունի), znana kot Arin Berd (armensko za 'trdnjava krvi'), je urartsko utrjeno mesto v Erevanu v Armeniji. Stoji na nadmorski višini 1017 metrov . Je eno najpomembnejših političnih, gospodarskih in kulturnih središč obsežnega kraljestva. Ime Erevan sam izvira iz Erebuni .

## Etimologija
Na napisu, ki ga najdemo pri Karmirju Blurju, se glagol erebu-ni uporablja v pomenu 'zasesti, oropati, ukrasti ali ugrabiti', ki mu sledi neposreden predmet, ki se spreminja. Učenjaki so domnevali, da lahko beseda kot nespremenljiv neposreden predmet pomeni tudi 'odvzeti' ali 'ujeti' in tako verjamejo, da je Erebuni ob ustanovitvi pomenilo 'ujetje', 'osvajanje' ali 'zmago' . So pa tudi druge razlage.

## Zgodovina
Erebuni je ustanovil urartski kralj Argišti I. (vladal približno 785–753 pr. n. št.) leta 782 pr. n. št. Zgrajena je bila na hribu, imenovanem Arin Berd, s pogledom na dolino reke Aras, in je služila kot vojaško oporišče za zaščito severnih meja kraljestva . Opisali so jo kot »zasnovana kot veliko upravno in versko središče, popolnoma kraljevska prestolnica«. Po Margarit Israelyan je Argišti začel gradnjo Erebunija po osvojitvi ozemelj severno od Erevana in zahodno od Sevanskega jezera, približno kar ustreza mestu, kjer je trenutno mesto Aboijan. Zaporniki, ki jih je zajel v teh akcijah, moški in ženske, so bili uporabljeni za pomoč pri gradnji njegovega mesta .
Jeseni 1950 je arheološka odprava, ki jo je vodil Konstantin Hovhannisyan, na Arin Berdu odkrila napis, posvečen ustanovitvi mesta, ki je bil izklesan med Argištijevo vladavino. Na citadeli v Erebuniju sta bila najdena še dva enaka napisa. Napis se glasi:
Argišti, sin Menua, je z veličino boga Kaldija zgradil to mogočno trdnjavo in jo razglasil Erebuni za slavo Biainilija (Urartu) in vnesel strah med kraljeve sovražnike. Argišti pravi: »Dežela je bila puščava, pred velikimi deli, ki sem jih opravil na njej. Argišti, sin Menua, je po veličini Kaldija mogočen kralj, kralj Biainilija in vladar Tušpa.« 
Argišti je podoben napis pustil tudi v urartski prestolnici Tušpi (sedanji Van), ki navaja, da je pripeljal 6600 vojnih ujetnikov iz Kate in Cupanija, da bi naselil svoje novo mesto. Podobno kot v drugih urartskih mestih je bila tudi ta zgrajena na trikotnem načrtu na hribu in so jo obkrožali zidovi visoki od 10 do 12 metrov. Za njimi so stavbe ločevale osrednja in notranja stena. Stene so bile zgrajene iz različnih materialov, vključno iz bazalta, tufa, lesa in opeke. Argišti je tu zgradil veliko palačo in izkopavanja, ki so bila izvedena, so razkrila, da so druge znamenite stavbe imele kolonadno dvorano, tempelj, posvečen Kaldiju, citadelo, kjer je bival garnizon, bivalne prostore, spalnice in shrambe . Notranje stene so bile bogato okrašene s freskami in drugimi stenskimi poslikavami, ki prikazujejo verske in posvetne prizore .
Zaporedni urartski kralji so med vojaškimi akcijami proti severnim napadalcem postavili Erebuni za svoje bivališče in nadaljevali gradbena dela za izgradnjo obrambnih objektov . Kralja Sarduri II. in Rusa I. sta Erebuni izkoristila tudi za prizorišče novih osvajalskih akcij, usmerjenih proti severu. V začetku 6. stoletja je urartska država pod nenehno tujo invazijo propadla.
Regija je kmalu padla pod nadzor Ahemenskega cesarstva. Strateški položaj, ki ga je zasedela Erebuni, pa se ni zmanjšal in je postal pomembno središče satrapije Armenije .
Kljub številnim invazijam zaporednih tujih sil mesto ni bilo nikoli zares zapuščeno. V naslednjih stoletjih je bilo stalno naseljeno in se je sčasoma razvejalo ter postalo današnje mesto Erevan. Erebunijeva tesna pripadnost Erevanu je praznovala na čudovitem festivalu, ki je potekal septembra 1968, v počastitev 2750 letnice Erebuni.

## Arhitektura
Lokacija trdnjave Erebuni je bil na 65 metrov visokem hribu Arin Berd kot strateški položaj s pogledom na Araratsko planoto in glavne ceste, ki vodijo do citadele . Prav tako je nadzorovala utesnjeno urartsko mestece, sestavljeno iz stanovanj spodaj ob vznožju hriba.
Glavni vhod v trdnjavo je bil na bolj položnem jugovzhodnem delu hriba. Vodil je do osrednjega dvorišča citadele. Tu so potekale slovesnosti, ki so jih vodili osebni stražarji Argištija I. in stražarji trdnjavskega garnizona.
Na jugozahodnem delu dvorišča je bil tempelj boga Kaldija. Tempelj je imel velik podolgovat tloris s stopniščem, ki je vodilo na streho ziguratu podobnega stolpa in stransko sobo v spodnjem nadstropju. Dvorano je obdajala dvojna vrsta dvanajstih stebrov v obliki portika s klopmi ob stenah. Na levi steni je bil oltar za daritve. Stene so bile okrašene s pisanimi freskami, ki prikazujejo upodobitve človeških figur, bogov, geometrijskih in cvetličnih modelov. Ena od odkritih fresk prikazuje boga Kaldija, ki stoji na levu z žezlom v levi roki in rogato krono na glavi. Je značilno za druge predstavitve Kaldija, ki jih najdemo na drugih lokacijah. Tla templja so se močno razlikovala od preostalega kompleksa v tem, da so bila lesena, sestavljena iz majhnih plošč, v primerjavi z glinenimi tlemi, ki so bila obloženimi s kamnitimi ploščami, in so jih našli v preostalih sobah citadele.

## Izkopavanja
Zgodnja izkopavanja so se začela v 19. stoletju, medtem ko so bila leta 1952 na Erebuniju izvedena bolj sistematična izkopavanja pod skupnim pokroviteljstvom Inštituta za arheologijo in etnografijo Armenske akademije znanosti in Odbora za ohranjanje in obnovo arhitekturnih spomenikov Puškinovega muzeja. Skupino sta vodila Konstantin Hovhannisyan in Boris Piotrovsky, ki sta bila na mestu svetovalcev.. V zgodnji fazi izkopavanj (1950–1968) so bili izkopani Argištijeva palača, kraljeva sprejemna dvorana, templji in več kot sto sob. Odkrite so bile tudi desetine urartskih in ahemenidskih artefaktov, kot so keramika, lončenina, zaponke, zapestnice, biseri, pivske posode, čelade, puščice in srebrniki. Odkriti odlomki fresk so bili okrašeni s pomembnimi verskimi temami, vključno s »procesijami bogov, svetih živali in dreves življenja«, pa tudi s prizori iz vsakdanjega življenja, ki prikazujejo prizore »lova, govedoreje in kmetijstvo« 
Odkrita so bila tudi območja skladiščenja žita, olja in vina. Na vratih skladiščnih prostorov so bili na vhodnih vratih nameščeni napisi, ki povedo, kdo je zgradil skladišče in količino postavljenih stvari v njih. En tak napis se glasi:
Po veličini boga Čaldisa je Sarduri, sin Argistisa, zgradil to hišo in tudi te kašče je ustvaril. V enem od njih je bilo 12.600 Kapisov, v drugem je bilo 11.500 Kapisov; v celoti 24.100 Kapis. Sarduri, sin Argistisa, mogočni kralj, kralj države Bianinili, vladar mesta Tušpah
Ogromne keramične posode, ki so vsebovale vino in olje, so imele oznake. Manjše keramične posode so bile najdene tudi pri izkopavanjih, za katere je znano, da so jih uporabljali pri varjenju piva iz ječmena. Druge veliko večje posode so bile uporabljene za shranjevanje hrane in vina. Majhne krožne oznake na straneh teh posod blizu vrha so označevale količino, ki jo je mogoče shraniti v notranjosti. Večja posoda je bila navadno na pol zakopana v tla, ki so naravno ohranila vsebino hladno.
Okoli kompleksa so našli številne klinopisne napise, izklesane na bazalt. Nekateri od njih so trenutno razstavljeni v muzeju, druge pa je še vedno mogoče videti na stenah.
Leta 1968 je bil ustanovljen Zgodovinski muzej Erebuni. Njegovo odprtje je bilo določeno za 2750-letnico Erevana. V muzeju so postavljeni predmeti, odkriti med izkopavanji v Arin Berdu in Karmir Blurju, in kaže zgodovino najdišča.

## Galerija
- Model trdnjave Erebuni
- Notranjost citadele in Erevan spodaj
- Susi tempelj